# Septo interatrial
Septo interatrial ou septo interauricular é a parede muscular, ou septo, da porção superior do coração, que o divide em átrio direito e esquerdo. Esta presente em todos os vertebrados, exceto peixes, e têm função de separar os átrios que recebem sangue, para que não ocorra mistura de sangue venoso e arterial.

## Referência
DÂNGELO, José Geraldo; FATTINI, Carlos Améric.Anatomia básica dos sistemas orgânicos. Atheneu, São Paulo, 2002, 493p.